# Famille Le Clerc de Juigné
Cette page explique l’histoire ou répertorie les différents membres de la famille Le Clerc.
Pour les articles homonymes, voir Le Clerc et Juigné.
La famille Le Clerc, est une famille de la noblesse française originaire de l'Anjou, qui s'est installée dans le comté du Maine.
Maison d'origine chevaleresque, elle est, « au témoignage de tous les historiens, l'une des plus anciennes de l'Anjou, ». Sa filiation est établie depuis le XIIIe siècle. Elle prouve sa noblesse depuis 1362. Elle est éteinte en ligne masculine.
Cette famille hérita au XIVe siècle de la terre de Juigné, au Maine, de la famille de Lessillé et y resta fixée jusqu'au milieu du XXe siècle. Elle a occupé les plus hauts postes aux armées, dans le clergé et la diplomatie, et a donné des chevaliers de l'Ordre du Roi.

## Généralités
La famille Le Clerc, originaire de l'Anjou, a pour berceau la baronnie de Vihiers érigée depuis en comté. Des titres authentiques la font remonter à la fin du Xe siècle, jusqu'à Hisgaud Leclerc, qui osa provoquer en duel, Geoffroy Ier, dit Grisegonelle, comte d'Anjou, dont il était le vassal. Celui-ci lui accorda satisfaction sur le pont de Montreuil, en 978. Le comte, sous prétexte de félonie, s'empara de la terre de Villiers, et la donna à Albéric, son parent, issu de la maison de Montmorency (fils de Bouchard de Montmorency).
Ainsi, il ne resta aux enfants dudit Le Clerc, que les biens maternels qui étaient « outre » Loire, et consistaient dans les terres de Vignau, Saint-Martin-de-Candé (paroisse de Suillé en Montfort), Saint-Germain, Thisé et autres, en Lodunois, Montbrissois, Douai, et « autres pays circonvoisins », ainsi qu'il est porté dans un cartulaire de l'abbaye Saint-Aubin d'Angers. Ces mêmes biens ont été successivement possédés par les descendants dudit Hisgaud, jusqu'à Jean Le Clerc, IIe du nom, seigneur de Juigné, qui assigna sur iceux deux cents livres de rente de douaire à Anne de Mellay, dame de Verdelles-en-Poillé, son épouse, par acte du 24 avril 1436 et par un autre du 17 juillet 1441 : il les vendit pour se fixer à Juigné, au Maine, sur la frontière d'Anjou, terre où ses descendants ont toujours demeuré depuis, et ce, jusqu'au XXe siècle. Cette terre, par la réunion de la baronnie de Champagne, est devenue « une des plus belles » de la province.
On trouve dans Orderic Vital et dans l'Historia novella de Guillaume de Malmesbury qu'un Philippe Leclerc était ami et compagnon d'armes de Guérin de Tannie, qui prit part à la Ire croisade et fut tué à la bataille d'Antioche, le 28 juin 1098, et que Philippe Leclerc mourut peu après de ses blessures. Orderic Vital pense que Leclerc était alors un surnom et suppose que ce Philippe était de la maison de Montgommery. Mais différentes chartes de l'abbaye de la Couture du Mans prouvent qu'en 1090 Foulques Leclerc était oncle d'un Guérin de Tannie et qu'ils avaient l'un et l'autre de grands biens au pays du Maine. En effet, Foulques Leclerc avait épousé Raoulette de Tannie, et nous retrouvons plus tard la terre de Tannie entre les mains des seigneurs de Juigné, dont quelques-uns sont qualifiés Leclerc, seigneurs de Tannies, à l'extinction des héritiers mâles de cette maison. Cette alliance entre les maisons de Tannie et de Leclerc fait supposer que Philippe Leclerc, compagnon de Guérin de Tannie, était l'oncle ou le beau-frère de Raoulette de Tannie et non un seigneur étranger de la maison de Montgomery.
Parmi les premiers Le Clerc à s'illustrer, on trouve Guillaume et Humbert, croisés en 1190, puis Colas (Nicolas Ier), tué à la bataille de Poitiers (1356). À défaut d'une certitude positive à l'égard de Philippe, les armes de la famille Leclerc de Juigné figurent à Versailles « dans la IIIe croisade, à raison d'Humbert et Guillaume Leclerc » (1re salle des Croisades). Une obligation « per fidem », contractée au mois de juillet 1191 devant Acre, par Humbert Leclerc, porte qu'il se substitue à son frère Guillaume, mort à la croisade, avec la garantie de noble seigneur G. de Chaorse, (aujourd'hui Sourches), au Maine. Au XIXe siècle, la famille de Juigné possédait en outre dans ses archives une copie authentique d'un titre d'avril 1249. C'était un marché passé par Hervé Leclerc, Geoffroy Duplessis, Guillaume de Chastellar et Macé de Kedillac, pour leur transport de Limassol à Damiette.
Cette maison a depuis produit plusieurs gentilshommes de la chambre de Charles IX et de Henri IV de France, des lieutenants généraux, maréchaux-de-camps et brigadiers des armées du Roi, nombre d'officiers supérieurs, des chevaliers de l'ordre du roi et de l'ordre royal et militaire de Saint-Louis, un ministre plénipotentiaire en Russie en 1774.
Unie aux familles de La Saugère et Lessillé, la maison Le Clerc de Juigné se trouva alliée aux anciennes maisons de Craon, de Flandre, de Beaumont-le-Vicomte, de Neuvillette, du Plessis-Baudouin, de Bois-Saint-Père, de Pointeau, du Bois-Dauphin, de la Plesse, d'Aubéry, de Bordier, de Villeneuve et autres.
À partir de 1750, les Leclerc de Juigné sont de riches détenteurs de terres et de forêts, ainsi que du lac de Grand-Lieu.
Charles Philibert Gabriel Le Clerc de Juigné et Jacques Gabriel Louis Le Clerc de Juigné, marquis de Juigné et de Montaigu, lieutenant-général des armées du roi, comparurent, en 1789, à l'Assemblée électorale de la noblesse du Poitou,. La famille comparut également à l'Assemblée de la noblesse de l'Anjou et de l'Île-de-France.
Charles-Philibert-Gabriel Le Clerc, marquis de Juigné, a été élevé à la dignité de pair de France, par Louis XVIII, en 1815.
Le nom de Juigné est porté par des personnes étrangères à la famille Leclerc de Juigné.
Régis Valette écrit que cette famille a prouvé sa noblesse depuis 1362 et qu'elle est éteinte en ligne masculine de nos jours.

## Personnalités

### Les ecclésiastiques
- Guy Le Clerc († 1523), évêque de Léon et aumônier de la reine Claude ;
- René Le Clerc († 1651), évêque de Glandèves ;
- Joseph-Ignace Leclerc de Coulaine et de Loué, chanoine de la cathédrale du Mans, « mort en odeur de sainteté » en 1690, a refusé toutes les hautes dignités ecclésiastiques. Sa vie a été imprimée au Mans en 1694[4] ;
- Antoine-Éléonor-Léon Leclerc de Juigné (1728-1811), évêque de Châlons puis archevêque de Paris (1782), député aux États généraux de 1789 ;

### Les militaires
- Guillaume et Humbert, croisés en 1190[10] ;
- Colas (Nicolas Ier), tué à la bataille de Poitiers[10] ;
- Jean Ier Leclerc, capitaine des arbalétriers à cheval de Louis de Sancerre, maréchal de France (1387), échanson du roi Charles VI de France (1411)[11] ;
- Jean II, seigneur de Juigné, cité parmi les gentilshommes angevins qui, en 1441, chassèrent les Anglais de Saint-Denis ;
- Plusieurs capitaines de cent hommes d'armes, dont René Leclerc, chevalier de l'ordre du roi et capitaine de cent hommes d'armes, pour lequel la seigneurie de Champagne fut érigée en baronnie[11] ;
- Samuel-Jacques Leclerc, chevalier, « marquis[11] ; » de Juigné, baron de Champagne et de la Lande, colonel du régiment d'Orléans, tué à la bataille de Guastalla le 19 septembre 1734 ;
- Jacques Gabriel Louis Le Clerc de Juigné (1727-1807), 1er marquis de Juigné, lieutenant général, ministre plénipotentiaire de France en Russie, député aux États généraux ;
- Léon Marguerite Le Clerc de Juigné (1733-1810), maréchal de camp, député aux États généraux ;

#### Emery Le Clerc des Roches
Emery (ou Méri) Le Clerc, seigneur des Roches, était gouverneur du château de Sablé (1490) et enseigne des gardes du corps du roi Charles VIII.
Il suivit le roi en Italie, au recouvrement du royaume de Naples. À son retour, il combattit, en 1494, près de la personne de ce monarque, à la bataille de Fornoue (1495), où, « à la tête de huit mille hommes harassés de fatigues », ce prince remporta une victoire signalée sur ses ennemis ligués, au nombre de trente mille hommes qui lui disputaient le passage.
Après la mort de ce prince, il continua de servir les rois Louis XII et François Ier, qu'il suivit en Italie, le premier à la conquête du même royaume de Naples, sur Ferdinand II d'Aragon, qui fut fait prisonnier, et le second, à celle du duché de Milan, auprès duquel il fut blessé, à la bataille de Marignan (1515), où le monarque demeura victorieux.

#### René II Le Clerc de Juigné
René II Le Clerc, seigneur de Juigné et de Verdelles, seigneur (1600) puis baron de Champagne (1619), acquit, en 1600, de la maison de Maillé-Bénéhart, la châtellenie de Champagne (Champagne-Hommet, à Avoise).
« Il rendit des services importants, fut utile », dans les guerres civiles, à Henri IV.
En récompense de ses services, la châtellenie de Champagne fut érigée en baronnie en 1615, et il lui fut permis de faire bâtir un château fort à Verdelles.
Il avait épousé, le 29 août 1593, Marie (née vers 1560), fille de Nicolas Campaing (vers 1515-1574), seigneur de Fresnay, chancelier du roi de Navarre (1566), et d’Anne Courtin de Rosay.

#### Urbain Le Clerc de Juigné
Urbain Le Clerc de Juigné, qui obtint, par commission du 9 janvier 1676, la lieutenance-colonelle du régiment d’infanterie de Schomberg, levé depuis deux ans. Il combattit avec ce régiment à Épouilles, en 1677, et servit au siège de Puigcerdà en 1678, au siège et à l'assaut de Gironne en 1684.
Brigadier des armées du Roi par brevet du 10 mars 1690, il fut employé à l'armée de Roussillon, par lettres du 7 avril, se trouva à la reprise de Saint-Jean-de-las-Baldesès et de Ripouille, et au blocus de Gironne la même année. Il fut nommé inspecteur général de l'infanterie pour le département de Provence, par commission du 9 février 1591 : il quitta la lieutenance-colonelle de son régiment, passa l’hiver en Provence, retourna servir en Roussillon, et se trouva au siège d'Urgel, à la prise des châteaux de Valence (Espagne) et de Boy, et au secours de Prats-de-Molou, la même année.
Il continua d’inspecter les troupes en Provence pendant l’hiver, servit pendant la campagne de 1692, en Roussillon, où on se tint sur la défensive ; se trouva au siège de Roses (1693), et fut employé brigadier et inspecteur en Provence et au comté de Nice, pendant l’hiver. Par lettres du 29 octobre ; fut employé à l'armée de Catalogne, par lettres du 24 avril 1694 ; il combattit avec la plus grande valeur sur le Ter ; servit aux sièges de Palamós, de Gironne, d’Ostalric et de Castelfollit, qui se rendit le 8 septembre. Il y fut mis pour commander et y passa l’hiver.
Sorti le 8 mars 1695, de cette place avec huit cents hommes, « pour exécuter quelques villages qui refusaient les contributions, il en brula deux ». Attaqué à Saint-Félix de Pallarole, par le viguier de Vic, avec quatre à cinq mille hommes, il se retira en combattant, jusqu’au pont de Saint-Roch, dont il chassa les troupes qui le gardaient : ce pont passé, il se retira jusqu’à Aulat. « Ses troupes, excédées de fatigue et accablées par le nombre, se jetèrent dans l'église des Carmes, où tout ce qui se présenta d’ennemis fut tué ». Les ennemis, désespérant de la forcer, y mirent le feu, qui contraignit le « marquis » de Juigné de se rendre. Il avait été dangereusement blessé, et mourut à Aulat, de cette blessure, le 20 mars 1695.
Son nom est à Versailles sur les tables de marbre ;

#### Anne Léon Antoine Le Clerc de Juigné
Anne-Léon-Antoine Le Clerc (° 28 décembre 1767 † 2 février 1846), comte Léon de Juigné. Il entra au service, en qualité d'enseigne au régiment des Gardes françaises, en 1784.
Émigré en 1791, il servit les Bourbons, en pays étranger, pendant onze ans.
Il fut créé, par Louis XVIII, chevalier de Saint-Louis le 8 juillet 1814, et nommé, le 19 août 1815, colonel de la légion (de gardes nationales) de la Seine.
Chevalier de la Légion d'honneur depuis de 18 mai 1821, le comte Léon de Juigné était, l'année suivante, colonel du 55e régiment de ligne. Il commanda, en 1823, le 2e corps de réserve à l'armée des Pyrénées, sous les ordres du duc d'Angoulême.

#### Louis-Henri Le Clerc de Lassigny de Juigné
Louis-Henri Le Clerc (Lorgues - 27 thermidor an V (24 juillet 1797), Les Arcs (Var) - 2 mars 1871), vicomte de Lassigny de Juigné, est entré dans les gardes du corps du roi, compagnie de Luxembourg, le 28 juin 1814.
Breveté lieutenant de cavalerie le 4 juillet suivant, il a été nommé lieutenant dans le régiment des chasseurs du Gard (10e) à la fin de l'année 1815, lors de la formation de ce régiment.
Le vicomte Henri de Juigné, qui se trouvait en congé à Lorgues à l'époque du retour de l'île d'Elbe, fit partie d'un petit corps de cavalerie qui marcha à sa poursuite de Napoléon jusqu'à Gap (sous les ordres de M. de Perier-la-Garde), gui lui délivra un certificat très honorable lorsqu'il quitta ce corps pour rejoindre les gardes à Paris. Le vicomte de Juigné, en passant à Nîmes, fut présenté au duc d'Angoulême, qui « daigna l'accueillir avec une extrême bonté », et qui lui donna l'ordre de continuer sa route pour Paris ; mais ayant appris à Montauban l'occupation de Paris, il se rendit tout de suite à Toulouse où se trouvaient réunis, à cette époque, des militaires des divers corps de la maison du Roi, auxquels il se joignit.
Il ne quitta Toulouse que lorsque le drapeau tricolore y eut été arboré, et il revint ensuite à Lorguesle 27 juin 1815. Il fut du nombre des jeunes gens de Lorgues qui enlevèrent le drapeau tricolore pour y substituer le drapeau blanc, « que les habitants de cette ville fidèle, et de tout tems dévouée aux Bourbons, eurent le courage de conserver » malgré les menaces du maréchal Brune, dont le quartier général n'était éloigné, à cette époque, que de quelques lieues de Lorgues.
Il était chevalier de la Légion d'honneur (18 avril 1834) et chevalier de 2e classe de l'ordre royal et militaire de Saint-Ferdinand d'Espagne (19 octobre 1823, autorisation du 18 novembre 1824).

### Les politiques
- Richard Leclerc, en 1228, bailli et vice-sénéchal d'Anjou, du Maine et de Touraine, après la mort d'Amaury Ier de Craon[11] ;
- Jean II, conseiller et chambellan du roi René d'Anjou (1450)[11] ;
- Jacques Gabriel Louis Le Clerc de Juigné (1727-1807), 1er marquis de Juigné, lieutenant général, ministre plénipotentiaire de France en Russie, député aux États généraux de 1789 ;
- Antoine-Éléonor-Léon Leclerc de Juigné (1728-1811), évêque de Châlons (1764-1781), archevêque de Paris (1781-1791), député aux États généraux de 1789 ;
- Léon Marguerite Le Clerc de Juigné (1733-1810), maréchal de camp, député aux États généraux de 1789 ;
- Louis Jean Baptiste Le Clerc de Lassigny de Juigné (1758-1792), comte de Lassigny « de Juigné », député aux États généraux de 1789 ;
- Olivier Le Clerc de Juigné (1776-1831), député de la Manche ;
- Victor Le Clerc de Juigné (1783-1871), préfet du Cantal (1818-1820), préfet du Cher (1820-1823), préfet de la Haute-Garonne (1823-1828), préfet du Doubs (1828-1829), préfet d'Indre-et-Loire (1829-1830) ;
- Charles Philibert Gabriel Le Clerc de Juigné (1762-1819), pair de France ;
- Charles Marie Le Clerc de Juigné (1764-1826), pair de France ;
- Jacques Marie Anatole Le Clerc de Juigné (1788-1845), pair de France ;
- Charles Léon Ernest Le Clerc de Juigné (1825-1886), député de la Sarthe (1871-1876) ;
- Jacques Auguste Marie Le Clerc de Juigné (1874-1951), député de la Loire-Inférieure (1906-1936), puis sénateur de la Loire-Inférieure (1936-1940) ;
- Madeleine Schneider (1879-1969), marquise de Juigné, militante royaliste catholique[22]
- Jacques Auguste Anne Léon Le Clerc de Juigné (1774-1850), député de la Loire-Inférieure (1821-1827) ;
- Charles Étienne Gustave Le Clerc de Juigné (1825-1900), député de la Loire-Inférieure (1871-1898), puis sénateur de la Loire-Inférieure (1900).

### Dans la législature
- Messire Loys Leclerc, chevalier[11], seigneur de Coulaines, prend part, dans l'ordre des seigneurs, à la révision de la coutume du Maine[2] ;

### Les courtisans
- Jean Ier Leclerc, capitaine des arbalétriers à cheval de Louis de Sancerre, maréchal de France (1387), échanson du roi Charles VI de France (1411)[11] ;
- en 1789, madame la comtesse de Juigné, fille d'Adrien Louis de Bonnières duc de Guînes, était dame du palais de la reine Marie-Antoinette[11] ;
- en 1827, madame la comtesse de Juigné, fille d'Étienne Narcisse, comte de Durfort (1753-1837), était dame pour accompagner madame la dauphine[11]

### Galerie de portraits

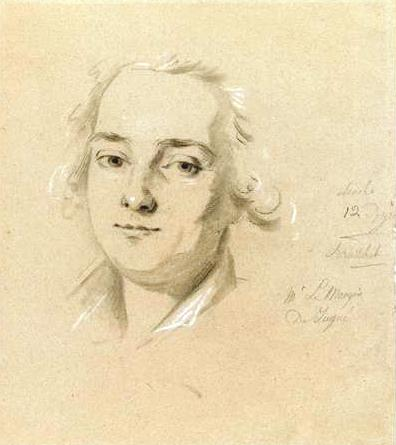
Jean-Baptiste-Jacques Augustin (1759–1832), Portrait de monsieur le marquis de Juigné, Musée du Louvre
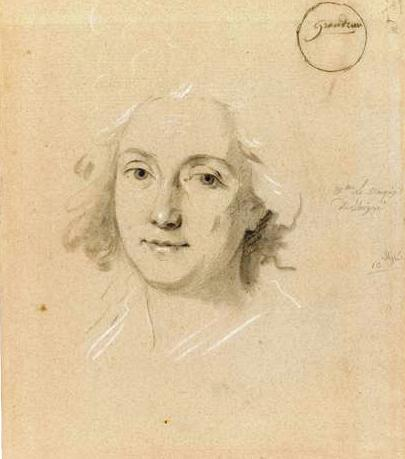
Jean-Baptiste-Jacques Augustin (1759–1832), Portrait de madame la marquise de Juigné, Musée du Louvre
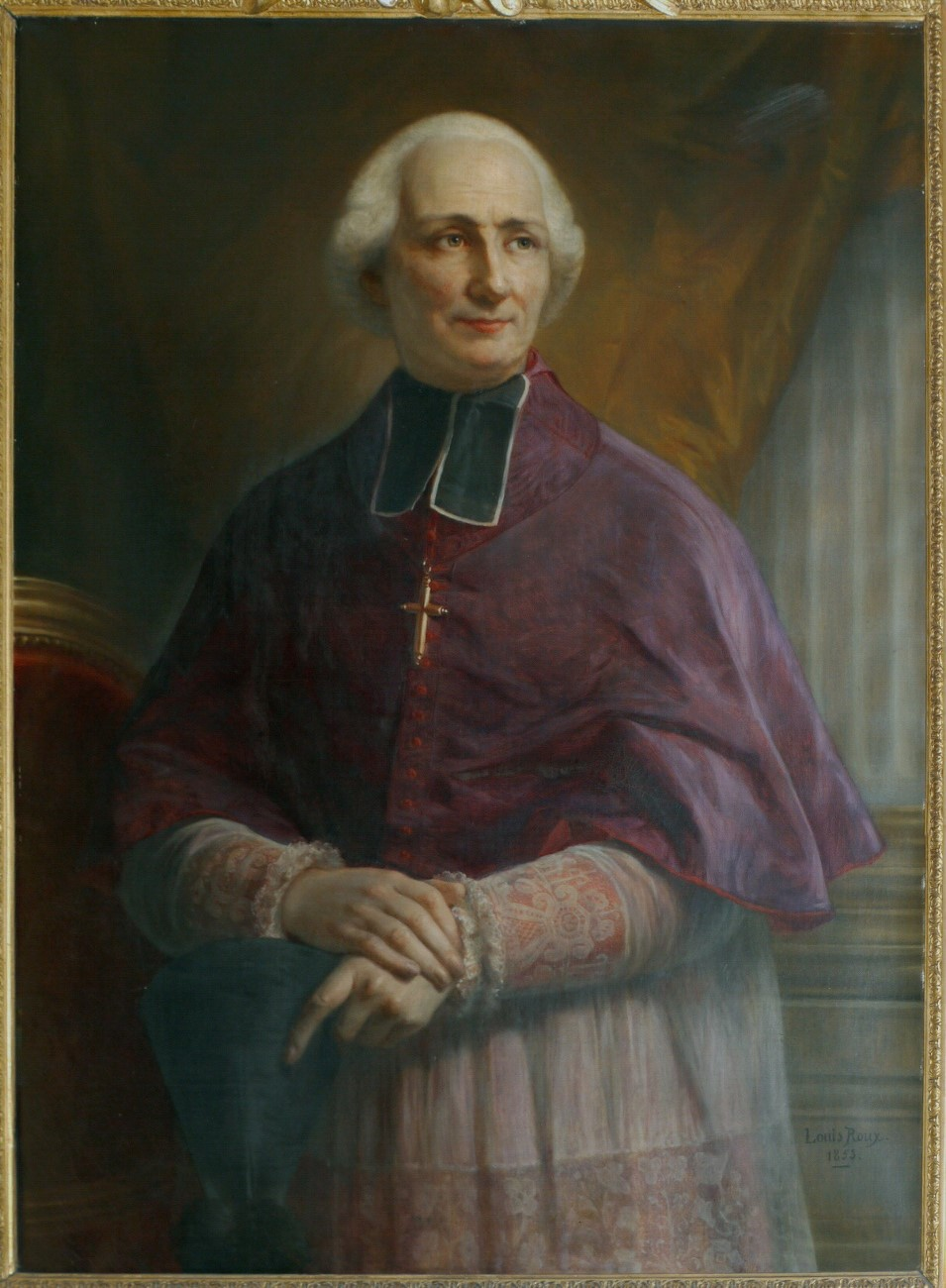
Antoine-Éléonor-Léon Leclerc de Juigné (1728-1811), évêque de Châlons (1764-1781), archevêque de Paris (1781-1791)
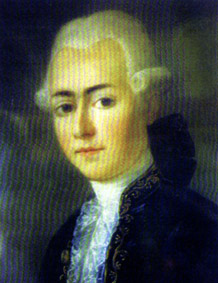
Louis Jean Baptiste Le Clerc (1758-1792), comte « de Lassigny de Juigné »
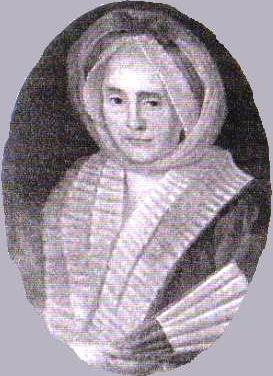
Anne de Villeneuve-Bargemont (1755-1811), comtesse « de Lassigny de Juigné »
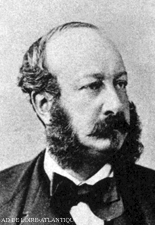
Charles Étienne Gustave Le Clerc, comte de Juigné (1828-1900)
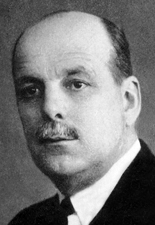
Jacques Auguste Marie Le Clerc (1874-1951) marquis de Juigné
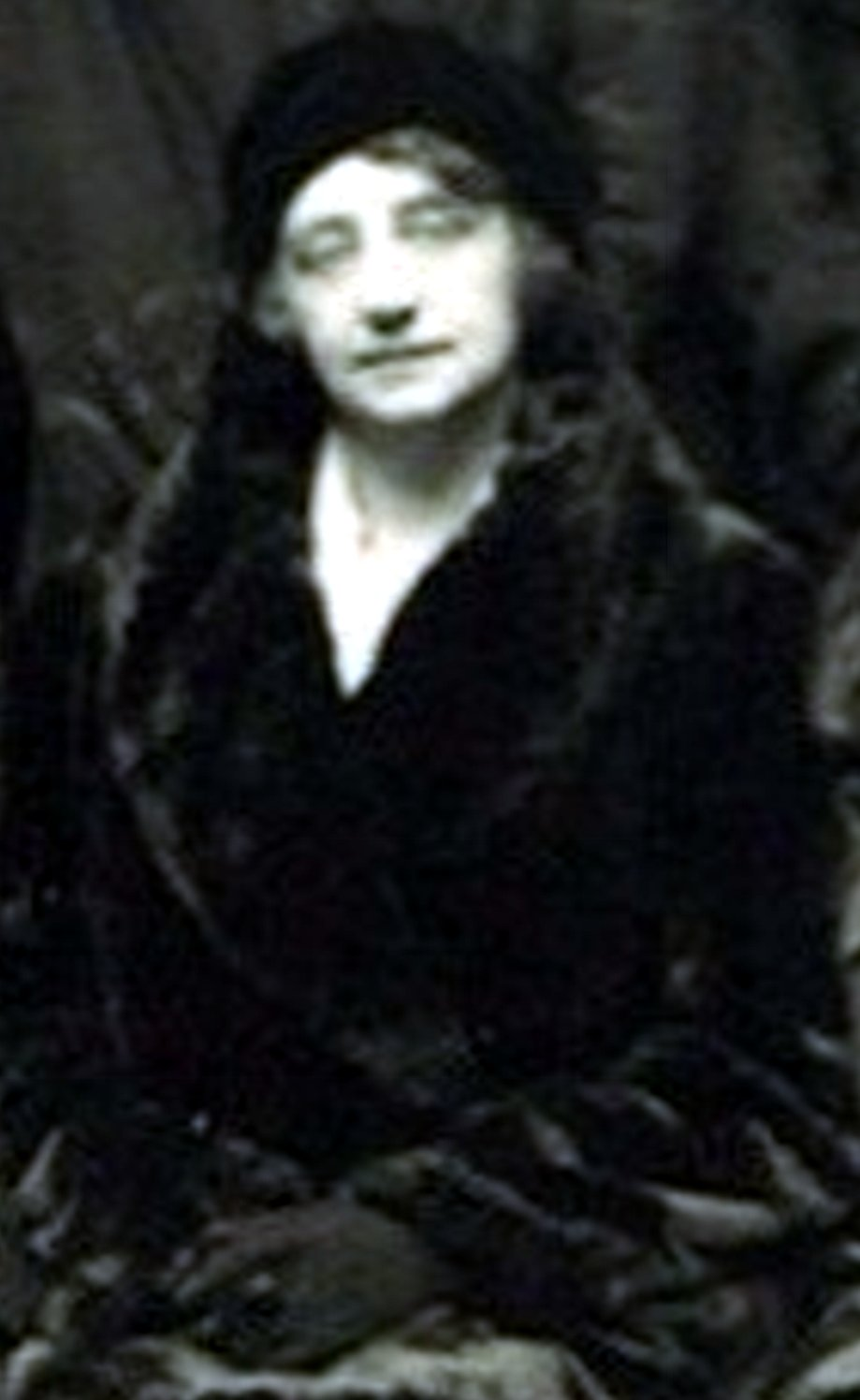
Madeleine Shneider (1879-1969) marquise de Juigné

## Arbre généalogique descendant
- ° : naissance ;
- ∞ : union ;
- † : décès.

### Origines
- Adam Ier Le Clerc, chevalier, comparut en personne, en cette qualité, à Tours, dans la quinzaine de Pâques de l'an 1272, pour servir dans l'armée du roi de France, devant Ferrare, sous les ordres de Duvernon[Qui ?], maréchal de France[7].
  - Adam II Le Clerc († 1356 - Bataille de Poitiers), seigneur des Roches ∞ (1322) Isabeau, fille de Jean de Turpin, et d'Isabeau de Coësmes, dont il eut :
    - Roland Le Clerc ∞ Marthe Lessillé, « demoiselle de grande extraction[7] », fille de Nicolas Lessillé, et de Thiéphaine Poussin, dame de Juigné. Les enfants issus de ce mariage sont :
      - Colas ou Nicolas Ier Le Clerc, « premier seigneur de Juigné à titre successif » de son oncle Jean de Lessillé († 1384) ∞ Marguerite de La Saugère. De ce mariage sont issus :
        - Colas ou Nicolas II Le Clerc ( † avant 1420), seigneur de Juigné, de Coulaines, du Vignau, de Saint-Martin de Candé, de La Mothe, d'Arthezé, de La Nouillière, etc.
∞ (1°) (vers 1385) Jeanne de Bouvards
∞ (2°)Marguerite Le Voyer de Ballée. Ses enfants furent :
          - (1°) Jean Ier Le Clerc, dit l'aîné, seigneur de Juigné, auteur de :
            - La branche de Juigné. La branche des marquis et comtes de Juigné est l'aînée de cette maison.

          - (1°) Jean Le Clerc, dit le Jeune, auteur de :
            - La branche de Coulaines ;

          - (1°) Catherine, mariée, le 2 décembre 1395, avec Paquet Pointeau ;
          - (2°) Colas ou Nicolas Le Clerc, auteur de :
            - La branche des Roches et de Lassigny ;

          - (2°) Une fille, morte jeune, sans alliance.

        - Perrot ou Pierre ;
        - Marie, dont on ignore la destinée ;

      - Une fille, mariée à Guillaume du Bois-de-Saint-Père ;
      - Une autre fille, mariée à Jean Pierres, sieur du Plessis-Baudouin ;

### Branche de Juigné
Jean Ier Le Clerc, dit l'aîné († vers 1418), seigneur de Juigné, du Vignau, de Saint-Martin-de-Candé, de La Mothe d'Arthezé, d'Hierré et de La Noullière, échanson du roi Charles VI épousa Guillemette, fille de Jean Pointeau, seigneur de Boisdauphin, chancelier de Louis[Lequel ?], duc d'Anjou et de N. Lessillé. Ce mariage donna des alliances avec les maisons de Laval-Boisdauphin, de Souvré, de Beauvau, de Précigny, de Rohan-Guémené, de Créquy, de Riccé, et autres…
- Ensemble, ils eurent :
  - Jean II Le Clerc[26] († 1470), seigneur de Juigné, prend part à la bataille de Saint-Denis-d'Anjou[27]
∞ (1.) (24 avril 1436) Anne de Mellay († 1463), dame de Verdelles[28], à laquelle il assigna un douaire sur les biens qui furent à son ancêtre Hisgaud Le Clerc ;
∞ (2.) (1464) Marguerite d’Aulnières, veuve de Jean, seigneur de La Roë. Ses enfants furent :
    - (1.) Nicolas III Le Clerc († 1507), seigneur de Juigné et de Verdelles ∞ Louise d'Hauteville[29], veuve d’Ambroise de Cornillau, seigneur du Fay, dont il eut :
      - René Ier Le Clerc († après 1555), seigneur de Juigné, de Verdelles et de Souligné-sous-Sablé[Lequel ?] ∞ (13 mars 1522) Renée de Champagne[30], dont :
        - Jean III Le Clerc († avant 1566), mort avant son père[31], seigneur de Juigné et de Courteilles, passa au protestantisme ∞ (13 octobre 1555) avec Madeleine Affagart[32] (1542-1608), dont :
          - René II Le Clerc, seigneur de Juigné et de Verdelles, seigneur (1600) puis baron de Champagne (1619) ∞ (29 août 1593) Marie Campaing (° vers 1560), dont :
            - Georges Le Clerc, 1er[16] baron de Juigné (1647) ∞ (12 septembre 1633), Elisabeth des Nouhes[33] (° 1615), baronne de La Lande (dot[16]), dont :
              - Jacques Le Clerc, seigneur et baron de Champagne, de Juigné et de La Lande, se convertit à la révocation de l'édit de Nantes
∞ (1°) Henriette de La Lande de Machecoul[34]
∞ (2°) (15 septembre 1674) Madeleine de Montmorency-Bours
∞ (3°) (10 mai 1683) Catherine Charlotte Martel de Bacqueville, dame de Tonnay-Boutonne, comtesse de Marennes
                - (1°) Henri ( † 1678, tué au siège de Messine), au régiment de Schomberg ;
                - (1°) Samuel Le Clerc, baron de Champagne, de Juigné, de la Lande, etc. ∞ (20 mai 1695) sa cousine germaine, Louise-Henriette de Crux[35], dont :
                  - Samuel-Jacques Le Clerc († 19 septembre 1734, tué à la bataille de Guastalla), chevalier, baron de Juigné et de Champagne, de la Lande, etc., colonel du régiment d'Orléans-infanterie ∞ (26 juin 1725) Marie-Gabrielle Le Cirier de Neufchelles[36] (1706-1763), dont :
                    - Jacques Gabriel Louis Le Clerc (1727-1807), 1er marquis de Juigné, lieutenant général, ministre plénipotentiaire de France en Russie, député aux États généraux de 1789, auteur du :
                      - Rameau aîné de Juigné ;

                    - Antoine-Éléonor-Léon Leclerc de Juigné (1728-1811), évêque de Châlons puis archevêque de Paris (1782), député aux États généraux de 1789 ;
                    - Armand Louis Le Clerc de Juigné (° 5 juin 1731 - Saint-Sulpice (Paris) † 28 décembre 1758), capitaine au régiment de Guyenne ;
                    - Léon Marguerite Le Clerc (1733-1810), baron de Juigné, seigneur de Sainte-Mère-Église (1789, à cause de sa femme née Adélaïde de Saint-Simon-Courtomer), colonel du Régiment de Soissonnais (1762)régiment de Soissonnais, admis aux honneurs de la Cour (1783), maréchal de camp (1780), député aux États généraux de 1789
                      - Rameau cadet de Juigné ;

                    - Louise Léonine Gabrielle Le Clerc († 19 août 1754) ∞ (24 mars 1753) Antoine Guy, « marquis » de Pertuis, vicomte de Baons le Comte, dont postérité ;

                  - Gabriel-René-Louis Le Clerc (° 15 décembre 1697 † 29 mars 1759), dit le comte de Juigné, tuteur de ses neveux et nièces (1734), mort sans alliance ;
                  - Louise-Henriette, morte sans alliance ;

                - (1°) Renée, morte sans alliance ;
                - (1°) Anne-Henriette, morte sans alliance ;

              - Urbain Le Clerc de Juigné († 1695), lieutenant-colonel du régiment de Schomberg puis Brigadier des armées du Roi
              - Benjamin, Sgr de Verdelles ∞ Catherine le Taud, sans postérité ;
              - Philippe Le Clerc de Juigné[37] († après 1692), Sgr de Vrigny, marié, sans postérité ;
              - François, Sgr de Souligné, sans postérité ;
              - Georges Le Clerc de Juigné († 1686, For-l'Évêque[38]), Sgr de Villiers, sans postérité ;
              - Gabriel-René, Sgr de Chanteloup, sans postérité ;
              - Marie (° 1635) ∞ (17 décembre 1669) Urbain Gaudicher (1622-1682), dont postérité ;
              - Elizabeth, morte jeune ;
              - Anne ∞ (20 juillet 1674) Benjamin de L'Isle ;

            - René († 1628, tué au Siège de La Rochelle (1627-1628)), protestant ;
            - Marie (° 1594) ∞ (1612) Joachim de Gosselin, seigneur de Martigny, de Pied-d'Argent en Normandie ;
            - Anne (° 1606) ∞ (1633) Jean de Vielsmaisons ;

          - Urbain Le Clerc de Verdelles ∞ Marie Perrault ;
          - Christophe, seigneur d’Hierré ;
          - Jacquine, femme de Jacques de Ridouet, seigneur de Saucé ;

        - Nicolas, seigneur d’Arquenay ;
        - Jacques, seigneur de Souligné, tuteur des enfants mineurs de son frère aîné
∞ (1.) Gabrielle de Vounes
∞ (2.) Anne de Maillé[39];
        - Françoise ∞ François, seigneur de Favière et de La Hilberdière ;
        - Anne ∞ Maurice de Beaumontel, seigneur de Grosbois ;
        - Guyonne, religieuse à l'abbaye d'Estival.

      - Clérembault Le Clerc, écuyer, seigneur de Maizières[Lequel ?] ∞ (vers 1630) Anne Femme, dont il eut :
        - Anne Le Clerc ∞ Jacques Adam, écuyer, seigneur de La Gasserie, maître d’hôtel ordinaire de la Reine ;

      - Nicolas, seigneur d’Hierré, mort sans alliance.

    - (1.) Jean, seigneur de Burons, mort sans alliance ;
    - (1.) Jeanne ∞ Jean Le Maczon, seigneur du Grand-Anvers et de Foulletourte, dont postérité ;
    - (1.) Françoise
∞ (1.) Robert de Rotroux, seigneur du Coudray et de Saint-Denis-du-Maine († avant 1464)
∞ (2.) Jean de La Roë, fils aîné de Jean, seigneur de La Roë, et de Marguerite d’Aulnières, dont postérité ;
    - (1.) Marguerite (Radegonde) ∞ Geoffroy de Clefs, écuyer, seigneur de Cellière (Anjou) ;
    - (1.) Rollande, morte sans postérité
∞ (1.) Jean Simon Affagart, seigneur de Courteilles
∞ (2.) Jacques de Taillemant, écuyer, seigneur de Loresse
∞ (3.) François de La Bessière, chevalier, seigneur de La Foretière
    - (2.) François, seigneur de Moiré ∞ (9 octobre 1494) avec Louise de Bastard[40] ;
    - (2.) Abel, mort en bas âge ;
    - (2.) Jeanne ∞ René d'Anthenaise, dont postérité ;

  - Louis Le Clerc, seigneur des Roches ∞ (10 mai 1438) avec « Jean » de La Vergne, auteur du :
    - Rameau de Saultré et des Aulnays ;

  - Jeanne Le Clerc de Juigné.

#### Rameau aîné de Juigné
- Jacques Gabriel Louis Le Clerc (1727-1807), 1er marquis de Juigné, lieutenant général, ministre plénipotentiaire de France en Russie, député aux États généraux de 1789 ∞ (17 mars 1760) Claude-Charlotte Thiroux de Chammeville (1743-1827) dame de Brétigny-sur-Orge, dont :
  - Charles Philibert Gabriel Le Clerc (1762-1819), 2e marquis de Juigné, émigré (1791), officier étranger, pair de France ∞ (1782) Marie Louise Charlotte de de Bonnières de Souastre (de Guînes) († 1792), chanoinesse-comtesse de Remiremont, sans postérité ;
  - Charles Marie Le Clerc (1764-1826), comte puis 3e marquis de Juigné (1819), colonel à l'armée des Princes, pair de France (1823, baron-pair héréditaire) ∞ (1787) Anne Eléonore Eulalie du Floquet de Réals († 1803), dont :
    - Jacques-Marie-Anatole Le Clerc (1788-1845), comte puis 4e marquis de Juigné, chef d'escadron de la garde nationale, pair de France, chevalier de la Légion d'honneur
∞ (1°) (25 février 1813) Marie Anne Jeanne Caroline de Feydeau de Brou ( † 1822)
∞ (2°) (20 juin 1824) Armande Pauline Marie de Castellane de Majastres (1788-1833)
∞ (3°) (1866) Pauline Louise Euphrasie Sallonnier de Chaligny (1818-1903) :
      - (1°) Charles Marie Chrétien (né le 10 mai 1817), héritier du château de Brou qu'il revend ;
      - (2°) Charles Léon Ernest Le Clerc (1825-1886), 5e marquis de Juigné, député de la Sarthe (1871-1876) ∞ (20 mai 1844) sa cousine Charlotte Bernardine Auguste de Percin de Montgaillard (1825-1897), fille d'Anne-Eulalie-Agathe Le Clerc de Juigné (° 6 février 1801), dont :
        - Henry Anatole Christian (1845-1893), 6e marquis de Juigné, capitaine au 33e régiment de marche (gardes mobiles de la Sarthe), chevalier de la Légion d'honneur[41] (30 décembre 1870) ∞ (18 mai 1867) Marie de Talhouët-Roy (1849-1934), dont :
          - Anne Léonnie (1868-1947) ∞ (18 mars 1890) Odon, marquis de Saint-Chamant (1863-1901), dont postérité ;
          - Marie Madeleine (1871-1969) ∞ (25 juin 1895) Fernand (1865-1930), marquis de Clermont-Tonnerre, dont postérité ;
          - Jacques Auguste Marie Le Clerc Le Clerc (1874-1951), 7e marquis de Juigné, député de la Loire-Inférieure (1906-1936), puis sénateur de la Loire-Inférieure (1936-1940) ∞ (10 décembre 1901) Marie Madeleine Emma Eudoxie Schneider (1879-1967), militante féministe chrétienne[22], dont :
            - Colette Marie Alix Eugénie (Paris, 11 octobre 1902 - Château de Juigné-sur-Sarthe, 20 février 1989), chevalier de la Légion d'honneur, ∞ (6 août 1926) Armand Marie Augustin Joseph Odet de Durfort de Civrac (1902-1996), duc de Lorges, dont postérité ;
            - Henri (1904-1925), élève à l'École navale (promotion 1922), enseigne de vaisseau, mort d’une pneumonie à l’hôpital naval de Malte[42] ;

        - Madeleine Anne Marie (1847-1934), infirmière de la Société de secours aux blessés militaires, chevalier de la Légion d'honneur[43] ∞ (3 avril 1866) Antoine, marquis de Castellane (1844-1917), député du Cantal, dont postérité ;

    - Anne-Eulalie-Agathe (° 1801) ∞ (8 septembre 1822) Jean-Baptiste de Percin de Montgaillard (1767-1846), marquis de La Valette, dont :
      - Charlotte Bernardine Auguste de Percin de Montgaillard (1825-1897) ∞ (20 mai 1844) son cousin Charles Léon Ernest Le Clerc (1825-1886), 5e marquis de Juigné ;

  - Anne Léon Antoine Le Clerc(° 28 décembre 1767 † 2 février 1846), comte de Juigné, colonel du 55e régiment de ligne ∞ (17 octobre 1809) Anne Marie Adélaïde de Séran de La Tour, dont :
    - Charlotte Antoinette Thérèse (1812-1892) ∞ (1833) César Honoré de La Roche-Fontenilles (1787-1867), marquis de Fontenilles, dont postérité ;

  - Jacques Auguste Anne Léon Le Clerc (1774-1850), vicomte de Juigné, député de la Loire-Inférieure (1821-1827) ∞ (10 juin 1816) Antoinette Louise de Durfort[44] (° 1779), dont :
    - Charles Étienne Gustave Le Clerc (1825-1900), comte Gustave de Juigné, député de la Loire-Inférieure (1871-1898), puis sénateur de la Loire-Inférieure (1900).

Les Le Clerc éteints, les châteaux de Juigné et du Bois-Rouaud passent aux Durfort-Civrac de Lorges.

#### Rameau cadet de Juigné
- Léon Marguerite Le Clerc (1733-1810), comte de Juigné, maréchal de camp ∞ (5 mars 1769), Adelaïde Elizabeth Olive (° vers 1750), fille de Jacques Étienne Antoine de Saint-Simon-Courtomer († 1768), vicomte de Courtomer (Orne), dont :
  - Jacques Gabriel Olivier (1769-1823), vicomte de Juigné, chef d'escadron à l'état-major de la Garde royale ∞ Étiennette Authède Sophie Févret de Saint-Mémin, dont :
    - Léon Victor Raoul Le Clerc (1796-1866), vicomte de Juigné ∞ (11 avril 1825) Irène Ranfer[45] (1806-1888), dont :
      - Victoire Marie Mathilde (1828-1897) ∞ (11 février 1850) Paul-Marie (1826-1900), vicomte de Damas, sans postérité ;

  - Olivier Le Clerc (1776-1831), député de la Manche ∞ (29 juillet 1805) Andrée Louise Aimée de Thiboutot de Montgommery[46] (° 1782), dont :
    - Marie Elisabeth Rose Léontine (1806-1836) ∞ Alfred Julien Philippe (° 1805), marquis de Beauffort, dont postérité ;
    - Antoinette Geneviève Caroline Claudine (° 1795), mariée le 22 septembre 1815 à Paris, avec Charles Auguste Marie de Beauffort, dont postérité ;

  - Pauline Henriette (° 15 octobre 1778 † 1861) ∞ (12 avril 1812) Edouard Victurnien Colbert (1754-1839), marquis de Maulévrier, maréchal de camp, dont postérité ;
  - Victor Le Clerc (1783-1871), comte de Juigné, préfet du Cantal (1818-1820), préfet du Cher (1820-1823), préfet de la Haute-Garonne (1823-1828), préfet du Doubs (1828-1829), préfet d'Indre-et-Loire (1829-1830) ∞ (1809) Nathalie Grimoard de Beauvoir du Roure de Beaumont (1786-1858), dont :
    - Antoine Léon Paul (° 4 avril 1812 - Paris † 30 décembre 1863), capitaine au 2e régiment de la 1re Légion étrangère, chevalier de la Légion d'honneur[47] (12 janvier 1856) ∞ Henriette de Durfort-Civrac[48] († 1881), sans postérité ;
    - Marie (° 1815 - Bourges † 19 janvier 1835) ∞ (1834) avec Eugène-Auguste, 2e comte de Caffarelli (1806-1878), dont postérité ;
    - Alix Charlotte Camille Fanny (° 1822 - Bourges † 30 octobre 1858 - Vienne (Autriche)) ∞ (1846 à Blois) François-Adolphe, comte de Bourqueney (1799-1869), dont postérité ;

  - Elisabeth Olive Félicité (1784-1854), dame pour accompagner la reine Marie-Amélie de Bourbon-Siciles (1831) ∞ (14 avril 1806) Auguste François Louis Scipion Grimoard de Beauvoir du Roure de Beaumont (1783-1858), lieutenant-colonel, officier des gardes du roi, dont postérité.

#### Rameau de Saultré et des Aulnays
Nous ne connaissons pas la postérité de Louis Le Clerc, seigneur des Roches et de « Jean » de La Vergne, néanmoins, nous pouvons citer parmi leur descendance :
- René Le Clerc († vers 1640), écuyer, seigneur des Roches et gentilhomme ordinaire de la vénerie du roi[49], seigneur des Aulnays[50] (achetés le 12 août 1609, à Louis de Beauvau et sa femme Charlotte de Brillouet)
  - René Le Clerc, baron de Saultré, demeurant paroisse de Feneu (élection d'Angers). Il comparut, en 1666, tant pour lui que pour son frère, Louis Le Clerc, seigneur des Aulnais et pour son cousin germain, Urbain Le Clerc, seigneur du Genetay. Il entendit maintenir sa qualité d'écuyer, disant qu'il était « l'aîné d'une branche cadette, dont Jacques le Clerc, Sgr de Juigné, était l'aîné, et qu'aussi Louis le Clerc, Sgr de Coulaines, demeurant paroisse de Loué, pays du Maine, est issu d'une branche de cadets, et qu'il n'en connaît pas d'autres. Il déclarait porter : d'argent à une croix dentée de gueules, cantonnée de 4 aigles de sable, bectées et armées de gueules. » Ils justifièrent la possession du titre de noblesse depuis l'an 1471, en la personne de leur trisayeul.
  - Louis Le Clerc († vers 1670), qui héritier de la seigneurie des Aulnais ;
    - Pierre Le Clerc († vers 1640), fils aîné du précédent, seigneur des Aulnais.

  - Pierre, entré dans les ordres ;

Les terres des Aulnais passèrent dans la famille des Laurens à la suite du mariage de Geneviève-Eulalie Le Clerc de Brion avec Pierre de Laurens, le 13 août 1731.

### Branche de Coulaines
Jean Le Clerc, dit le Jeune, marié avec Jeanne de La Mothe-Fouqué, est l'auteur de la branche des Le Clerc de Coulaines (ou Coulennes), « qui s'est toujours très bien alliée », et a fourni plusieurs militaires de distinction, sous divers rois de France, et des chevaliers de l'ordre du Roi (Ordre de Saint-Michel) aux XVe et XVIe siècles.
Louis le Clerc, Sgr de Coulaines, figure dans l'ordre de la noblesse à l'assemblée des trois ordres de la province du Maine pour l'adoption et la publication de la Coutume du Maine. Joseph-Ignace Le Clerc de Coulaines, chanoine de Saint-Pierre-la-Cour, du Mans, frère du sus-nommé, a reçu le titre de vénérable.
Les Le Clerc sont convoqués à l'arrière-ban du Maine en 1674, 1675 et 1689 comme seigneurs de Souligné, à Poillé, de Villiers et de Montoron, à Saint-Jean-sur-Erve. La dame veuve de Coulaines, sus-inscrite, y fut aussi convoquée en 1689 et offrit de coutribuer.
La branche cadette de Coulaines à laquelle appartenait Jean-Baptiste-Théodore Le Clerc, s'est éteinte au XVIIIe siècle. Elle s'était alliée aux :
Maisons de Montmorency, de Clermont-Gallerande, de Saint-Aignan, de Vassé, d'Assé[Lequel ?], de Froulay, de Montgommery, de Rabodanges, de Grancey, (Rouxel) de Médavy, et autres…

### Branche des Roches et de Lassigny
- Colas ou Nicolas Le Clerc, exécuteur testamentaire de sa mère Marguerite Le Voyer de Ballée (14 juillet 1420) ;
  - Pierre Ier Le Clerc († après 1515), seigneur des Roches, gouverneur des ville et château de Sablé (1480) ∞ (15 août 1446), Marguerite Sibel, dont :
    - Emery Le Clerc, seigneur des Roches ∞ (3 juillet 1502[52]) demoiselle Renée Meslet[53], dont :
      - Pierre II Le Clerc, écuyer, seigneur des Roches ∞ (11 mai 1531[54]) demoiselle Jeanne Fournier[55], dont :
        - Thomas Ier Le Clerc, seigneur du Plessis, enseigne, puis lieutenant au régiment de Picardie (où il servit jusqu'à la paix faite en 1559) ∞ (15 novembre 1556[56]) demoiselle Marguerite Louchard[57], dont :
          - Louis Ier Le Clerc,   seigneur de Mouchy, conseiller du roi, trésorier-général de la marine du Ponant, fortifications et réparations de Normandie, commissaire-général des vivres et munitions de France, maître-d'hôtel de sa majesté ∞ (7 février 1613, paroisse Saint-Merri, Paris) demoiselle Geneviève Charbonnier, dont :
            - Louis II Le Clerc (Paris, le 14 février 1618 - Vidauban (diocèse de Fréjus), 20 novembre 1689), écuyer, seigneur de Lassigny, premier établi en Provence, où il vint résider auprès de son oncle, l'évêque de Glandevès ∞ (9 avril 1652[58]) demoiselle Marie de Villeneuve[59], dont :
              - Jean-Louis Ier Le Clerc (° Toulon, 1658[60]), écuyer, seigneur de Lassigny, lieutenant au régiment de Beaupré-cavalerie ∞ (Dijon, 1678[61]) demoiselle Michelle Robert[62], dont :
                - Louis III Le Clerc (° Toulon, le 2 août 1683), écuyer, seigneur de Lassigny, après avoir servi dans la maison du Roi ∞ (1713[63]) demoielle Thérèse de Proust, dont :
                  - Jean-Louis II Le Clerc († Lorgues, 7 mai 1767), écuyer, seigneur de Lassigny, capitaine d'infanterie. En 1752, il vint fixer sa résidence à Lorgues ∞ (1750[64]) demoiselle Marie Anne de Villeneuve-Bargemont[65], dont :
                    - Louis-Jean-Baptiste Ier Le Clerc (1758-1792), comte de Lassigny « de Juigné », député aux États généraux de 1789 ∞ (16 février 1776) Anne de Villeneuve Bargemon, sa cousine germaine, dont :
                      - Louis-Joseph-Toussaint Le Clerc (né le 1er novembre 1778 - Lorgues), comte de Lassigny de Juigné, commandant la 1re compagnie de grenadiers de la garde nationale de Lorgues (seconde Restauration), et il a été nommé lieutenant-colonel de la légion de garde nationale à pied de l'arrondissement de Draguignan[66] ∞ (20 septembre 1796) Claire-Charlotte de Gasquet[67] (1777-1854), dame pour accompagner la dauphine Marie-Thérèse de Bourbon, dont :
                        - Louis Henri Le Clerc (Lorgues - 27 thermidor an V (1797-1871), vicomte de Lassigny puis comte de Juigné de Lassigné, capitaine au 5e régiment de chasseurs à cheval, marié, dont :
                          - Postérité (généalogie non-établie) ;

                        - Marie Sophie (née le 23 février 1807 - Lorgues) ;
                        - Marie Elisabeth (née le 5 avril 1809 - Lorgues) ;
                        - Anne Charlotte (née le 23 juillet 1811) ;
                        - Charlotte Louise Marie (née le 23 mars 1817 - Lorgues) ;

                      - Adélaïde-Baptistine-Pauline (° Lorgues, 6 juillet 1785) ∞ (Paris, 20 août 1816[68]), avec M. le vicomte de Blancheton de Meursault de La Rochepot, ancien mousquetaire du roi, chevalier de Saint-Louis, domicilié à Beaune (Bourgogne) ;
                      - Louise-Françoise-Marie (Lorgues, 1er septembre 1788 - Lorgues, 21 janvier 1807), sans alliance ;

                - Jean-Baptiste Le Clerc de Lassigny († Lorgues, 11 novembre 1758), lieutenant de vaisseau au département de Toulon, capitaine d'une des compagnies franches de la marine, chevalier de Saint-Louis, sans postérité ;

            - Marie Le Clerc ∞ (21 décembre 1625[69]) noble homme François Le Comte, seigneur de L'Aubespin, conseiller du roi, trésorier des Gardes-Françaises et étrangères de sa majesté, et maître des requêtes de la reine, mère du roi ;

          - Claude Le Clerc, seigneur de Corbeillers, commissaire des guerres et des compagnies des chevau-légers de Monsieur, frère du roi, et ensuite conseiller du roi en son Conseil d'État, surintendant et commissaire-général des vivres, des camps et armées du roi, mort sans postérité ;
          - Thomas II Le Clerc, seigneur de Blicourt, en Beauvaisis, conseiller et secrétaire du roi en ses Conseil d'État et privé, intendant de ses finances ∞ (30 août 1607[70] à Paris)  noble demoiselle Suzanne Le Sergent, sans enfants ;
          - René Le Clerc († mars 1651[71]), O.M., évêque de Glandèves (1627-1651)
          - Charles Le Clerc, dit le comte Charles, alla résider à Entrevaux, auprès de son frère l'évéque. Mort sans postérité[72].

        - Claude Le Clerc, conseiller du roi et auditeur en sa Chambre des comptes, mort sans postérité ;

      - Jean Le Clerc, seigneur des Roches, mort sans postérité ;

### Alliances notables
… ainsi qu'aux :

Famille de Champagne (Maine) (∞ 1522)
Famille Campaing (∞ 1593)
des Nouhes de Sainte-Hermine (∞ 1633)
La Lande de Machecoul (∞ XVIIe siècle)
Maison de Montmorency-Bours (∞ 1674)
Martel de Bacqueville (∞ 1683)
Le Cirier de Neufchelles (∞ 1725)
Famille de Maillé-Bénéhart (∞ XVIe siècle)
Saint-Simon de Courtomer (∞ 1769)
Maison de Damas (∞ 1850)
Thiboutot de Montgommery (∞ 1805)
Famille Colbert (∞ 1812)
Famille Grimoard de Beauvoir du Roure de Beaumont (∞ 1806, 1809)
Famille de Durfort-Civrac (∞ XIXe siècle)
Caffarelli du Falga (∞ 1834)
Bourqueney (∞ 1846)
Maison de Villeneuve (∞ 1652, 1776)
Thiroux de Chammeville (∞ 1760)
(de) Bonnières de Guînes (∞ 1782
(du) Floquet de Réals (∞ 13 février 1787)
de Durfort(-Deyme) (∞ 10 juin 1816)
Famille de Percin de Montgaillard (∞ 8 septembre 1822)
(de) Feydeau de Brou (∞ 25 février 1813)
Famille de Castellane (∞ 1813, 1866)
Sallonier de Chaligny (∞ 1866)
Famille de Talhouët (∞ 18 mai 1867)
Maison de Clermont-Tonnerre (∞ 25 juin 1895)
Famille de La Roche Fontenilles (marquis de Rambures) ;
- Famille Schneider ;

## Armoiries
| Image | Armoiries |
| ----- | --- |
|       | D'argent, à la croix de gueules, bordée d'une engrêlure de sable, et cantonnée de quatre aigles du même, becquées et armées de gueules., Cimierun coq essorant,. Devise« Ad alta,. » (en français : « Au plus haut ») CriBATTONS ET ABATTONS, ! Selon François-Alexandre Aubert de La Chenaye-Desbois et Nicolas Viton de Saint-Allais, « la croix vient du temps des Croisades., » |
|       | Armes d'Antoine-Éléonor-Léon, comte Leclerc de Juigné et de l'Empire D'argent à la croix engrelée de gueules cantonnée de quatre coqs à ailes ouvertes de sable becqués et onglés de gueules ; quartier des comtes-archevêques brochant sur le tout., - Livrées : blanc, rouge & noir nuancé.                                                                                       |

## Titres
La seigneurie de Juigné, au Maine, possédée par cette maison depuis le XIVe siècle, unie à la châtellenie de Champagne-Homet, fut érigé, en baronnie, par lettres de l'an 1647, registrées au bureau des finances à Tours, et en la sénéchaussée les 28 juin et 26 novembre 1680, en faveur de Georges Le Clerc, seigneur de Juigné et de Champagne. « Par l'ordonnance royale qui assigne le rang et la qualité de chaque pair, la branche de cette maison, qui est en possession de la pairie, a le titre légal de marquis. Les autres branches ont dans les actes publics et brevets de nos rois le titre de comte de Juigné ».
Au Maine
- À Juigné-sur-Sarthe :
  - Seigneurs de Juigné,
  - Barons de Juigné (lettres patentes de 1647[3]),
  - Marquis de Juigné (17 mars 1762[81]),
  - Comtes et vicomtes de Juigné (13 mai 1782[81]),
- Barons de Champagne-Hommet, à Avoise (1615[3]), chef-lieu permuté à Juigné-sur-Sarthe
- Sgrs de de Coulaines (à Loué),
- Sgrs de Poillé, Verdelles (à Poillé),
- Sgrs de La Crespinière, Loué, du Plessis-Roland, Tennie, La Daumière (à Amné-en-Champagne),
- Sgrs de Hierré (à Tassé),
- Sgrs de Villiers, Souligné-en-Champagne, (à Poillé)
- Sgrs de Moiré, Gué-de-Mézières (à Nogent-sur-Loir),
- Sgrs de Montoron (à Saint-Jean-sur-Erve), etc.,
- Sgrs de Saint-Ouën[Lequel ?][10]

En Anjou
- Sgrs de Saultré et La Roche-Joulain (à Feneu), barons de Saultré (1617[3]),
- Sgrs de Noyant (à Soulaire),
- Sgrs de Feneu, Sceaux, Grez-Neuville, Lasse, des Roches et de Genetay (à Morannes),
- Sgrs de Saint-Martin-de-Candé, La Mothe-d'Arthezé (à Arthezé)
- Sgrs de Champagné (à Saint-Loup[Lequel ?]),
- Sgrs des Aulnays (1609[49],[82]) ;
- etc. ;

En Bretagne
- Sgrs des Roches,
- Sgrs de la Gaisne (à Corsept),
- Sgrs du Rouzeray et de la Petite-Rivière (à Varades),
- Sgrs de La Chapelle (à Sion),
- Sgrs du Bois-Rouault (à Chéméré),
- Sgrs de Maumusson (à Saint-Hilaire-de-Chaléons),
- Sgrs de La Lande ;

Dans les Marches
- « Marquis[10] » de Montaigu ;

En Poitou
- Barons de La Lande (1633) : dot d'Elisabeth des Nouhes ;

Titres obtenus par Jacques Gabriel Louis Le Clerc de Juigné
- Petit-fils de Louise-Henriette de Crux :
  - Il hérita de son aïeule des seigneurie et château de Montaigu (Vendée)[83]. En mai 1800, à son arrivée à Montaigu, le sous-préfet Pierre-Paul Clemenceau[84], doit prendre pension chez l'habitant et le seul endroit où l'on peut établir la sous-préfecture est le château. Propriété du marquis de Juigné, émigré amnistié, il a été mis sous séquestre[85],[86],[87].
  - Il hérita de Augustin de Rochechouart, comte de Vihiers, seigneur de Vieillevigne en 1742, décédé le 31 octobre 1755. Le marquis de Juigné fit hommage au roi le 9 août 1774, pour ses châtellenies de Vieillevigne, Saint-Étienne-de-Mer-Morte, Touvois et Grandlieu. Il émigra quand vint la Révolution et sa terre de Vieillevigne fut vendue nationalement[88].
- Seigneur de Brétigny-sur-Orge du chef de son épouse, le couple vendit la seigneurie en 1788 à Anne Louis Alexandre de Montmorency, 7e prince de Robech, pour 1 080 000 livres.

Titres obtenus par Antoine-Éléonor-Léon Leclerc de Juigné
- « Ex officio » :
  - Évêque comte et pair (ecclésiastique primitif) de Châlons ;
  - Dernier Duc de Saint-Cloud et pair de France (comme archevêque de Paris) ;
- Comte Le Clerc de Juigné et de l'Empire (lettres patentes du 7 juin 1808, signées à Bayonne, avec transmission à l'un de ses neveux[80]) ;

Pairs de France (membres de la Chambre des pairs) au XIXe siècle (1815-1830)
- Ordonnance royale du 17 août 1815 ;
- Marquis-pair héréditaire le 31 août 1817 (Charles Philibert Gabriel Le Clerc) ;
- Baron-pair à titre héréditaire le 23 décembre 1823 avec institution de majorat par lettres patentes du 16 juillet 1824 (Charles Marie Le Clerc).

## Châteaux & hôtels
- Château de Juigné-sur-Sarthe ;
- Château de Verdelles (à Poillé-sur-Vègre) ;
- Château du Bois-Rouaud (Chéméré) ;
- Château de Coulennes[89] (XVe siècle, à Loué)
- Logis du Plessis-Roland[90] (à Précigné)
- Château de Montaigu (Vendée) ;
- Château de Vidauban (Provence) ;
- Château de Saint-Martin de Taradeau (Provence) ;
- Château de Plain-Marais (Beuzeville-la-Bastille, Normandie) ;
- Manoir de la Cour des Aulnays (Challain-la-Potherie, Anjou) ;
- Château de Brou (Brou-sur-Chantereine, Île-de-France) ;
- Hôtel de Juigné (11, quai Malaquais, (Paris VIe) ;
- Hôtel de Juigné (29, rue Saint-Dominique, (Paris VIIe) ;
- Hôtel Salé (Paris IIIe).

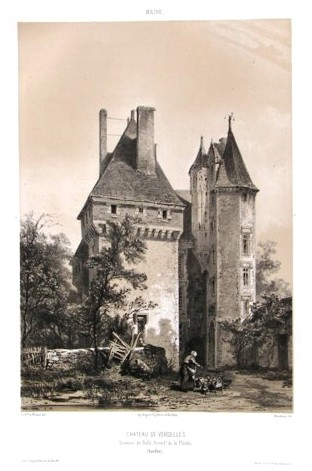
Château de Verdelles (à Poillé-sur-Vègre)
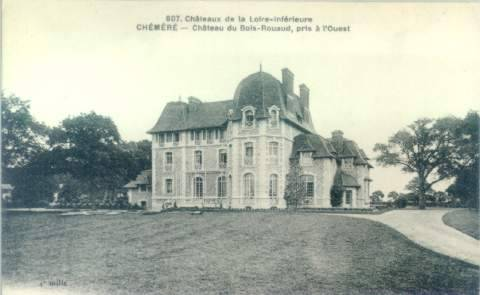
Château du Bois-Rouaud (Chéméré)
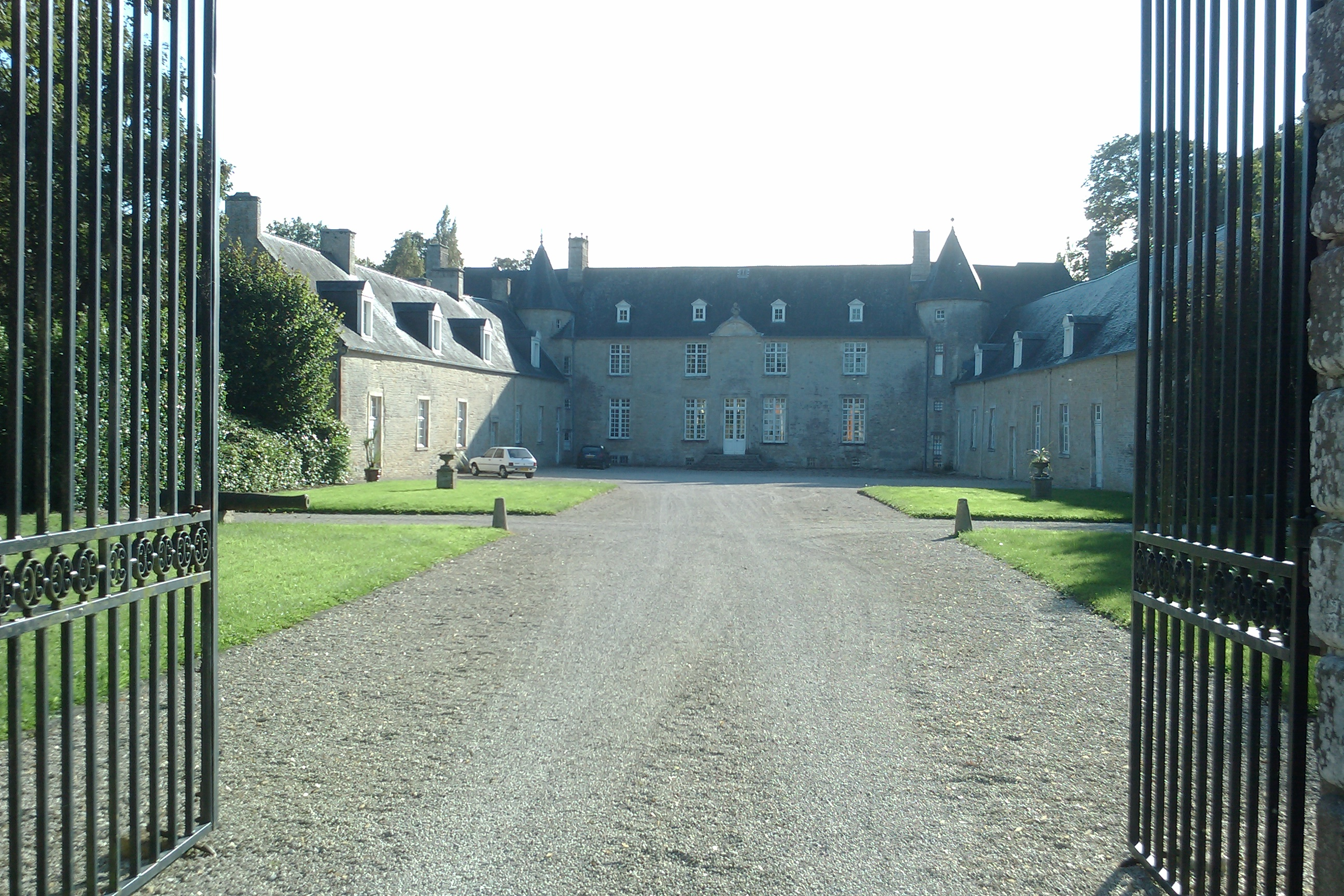
Château de Plain-Marais (Beuzeville-la-Bastille, Normandie)
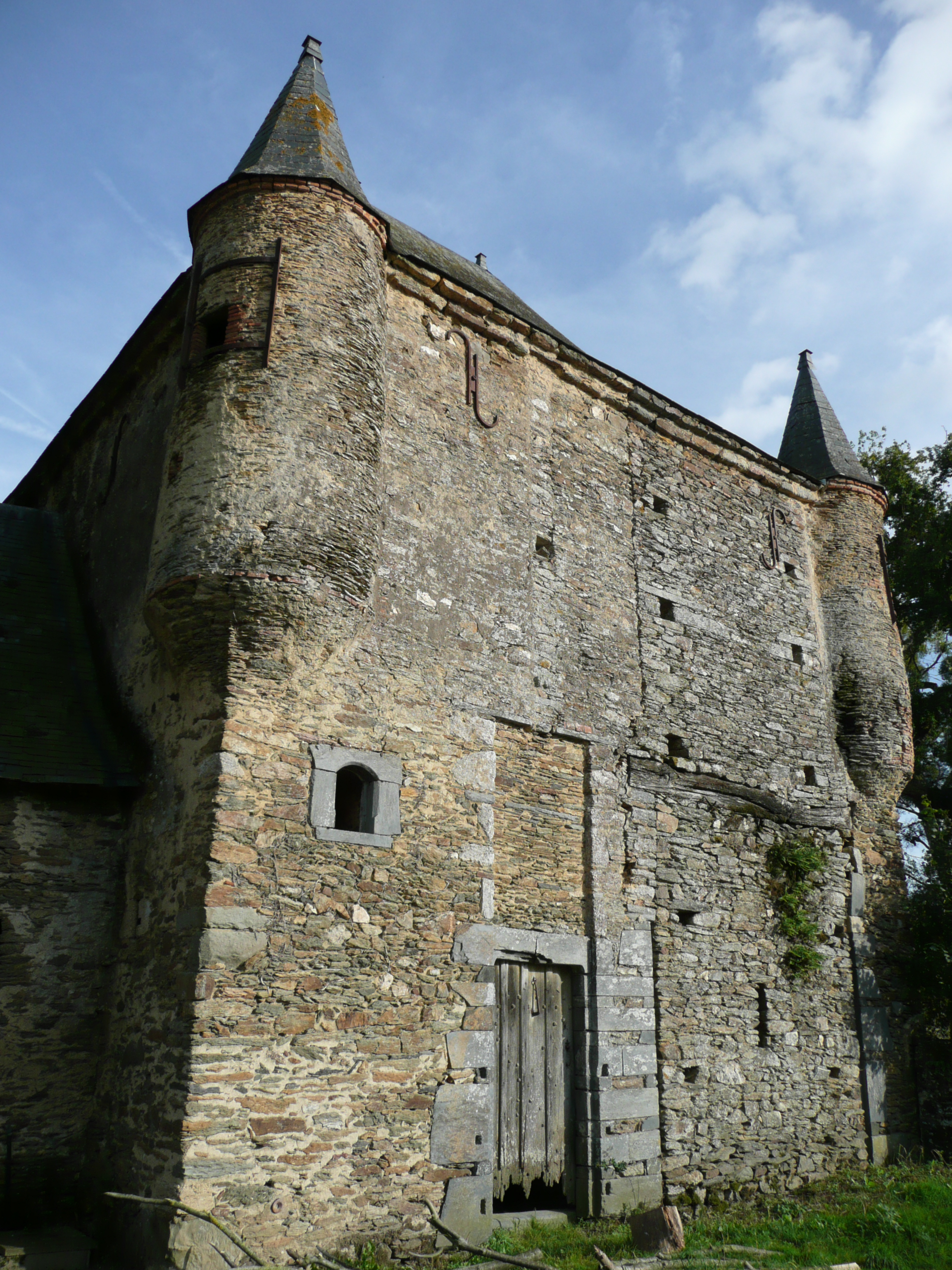
Manoir de la Cour des Aulnays (Challain-la-Potherie, Anjou)
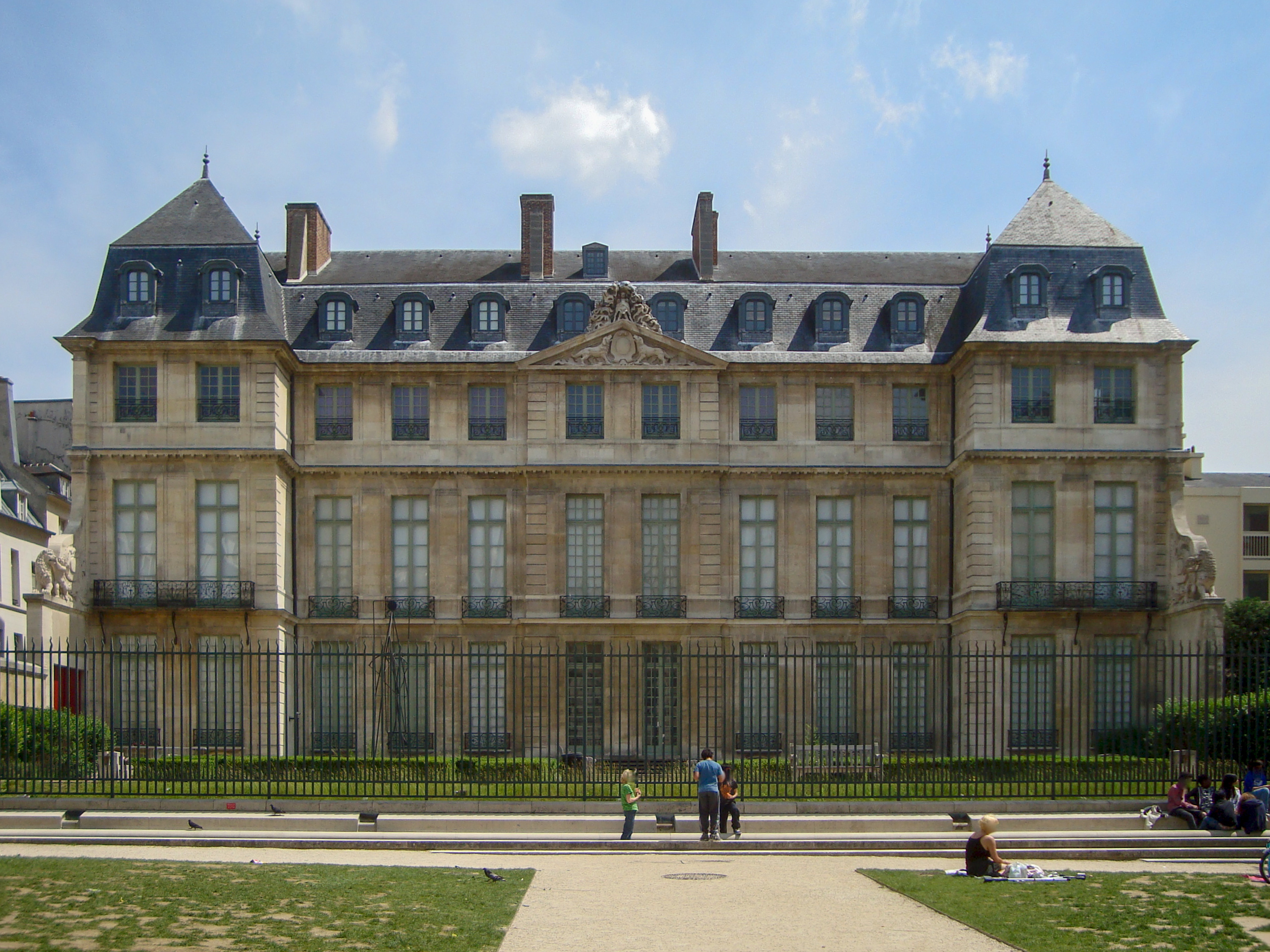
Hôtel Salé (Paris IIIe)

## Autres seigneuries & terres

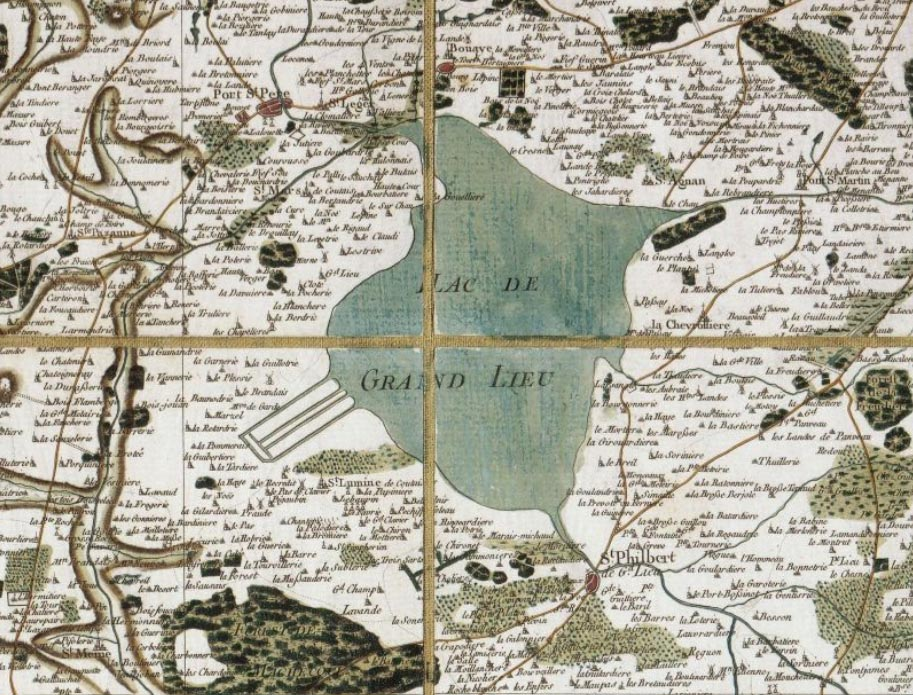
Cartographie Cassini du lac de Grand-Lieu et ses environs (1783-1786).

- Vieillevigne (Loire-Atlantique) ;
- Touvois ;
- Lac de Grand-Lieu ;
- Vieillevigne (Loire-Atlantique),
- Saint-Étienne-de-Mer-Morte,
- Touvois,
- Lac de Grand-Lieu
- Fiefs en Legé[13],
- en Saint-Étienne-de-Corcoué[13],
- et Saint-Colomban[13],
- La Roche-Servière[13],[14]
- La Basse-Rivière[14],
- de Saint-Martin de Candé[14].